# یاشونگا
یاشونگا (به صربی: Jašunja) یک منطقهٔ مسکونی در صربستان است که در لسکواس واقع شده‌است. یاشونگا ۵۱۴ نفر جمعیت دارد.